# Calle de Cervantes (Segovia)
La calle de Cervantes es una vía urbana de la ciudad española de Segovia.

## Descripción
La calle comienza a la conclusión de la calle de Juan Bravo y termina en el Azoguejo. Anteriormente se habría llamado «calle Real del Carmen». Lo de «Real» habría venido por llamarse así todo el espacio de la Plaza Mayor al Azoguejo y la parte de «Carmen» por el suprimido convento de carmelitas descalzos, trasladados desde la casa del Sol en 1603, con su capilla, tributando culto a la Virgen del Carmelo. El nombre de Cervantes lo llevaba la travesía 2.ª de San Agustín, más adelante «calle de los Zuloaga». Cuando se cumplió el tercer centenario de la publicación de la primera parte del Quijote, se mandó nombrar una calle de cada localidad en honor a Cervantes. En Segovia, que ya la había, tuvo lugar el cambio de nombre ya citado. A comienzos del siglo XX, Mariano Sáez y Romero decía de ella lo siguiente:

La calle es de gran tránsito de pasajeros, bajada de carruajes, algo estrecha para la concurrencia que tiene, de buenas casas, todas con tiendas de variados artículos y en pronunciada pendiente.
(Sáez y Romero, 1918, pp. 36-37)